# Jacek Bylica (dyplomata)
Jacek Andrzej Bylica (ur. 23 listopada 1963 w Warszawie) – polski urzędnik i dyplomata. Od 2004 do 2007 Stały Przedstawiciel RP przy Biurze NZ i organizacjach międzynarodowych w Wiedniu, w latach 2012–2020 Specjalny wysłannik UE ds. nierozprzestrzeniania broni oraz rozbrojenia.

## Życiorys
Jest absolwentem Wydziału Wschodu Moskiewskiego Państwowego Instytutu Stosunków Międzynarodowych, Szkoły Prawa i Dyplomacji im. Fletchera przy Tufts University w Bostonie (tytuł magistra) oraz Podyplomowego Studium Służby Zagranicznej PISM.
Od 1988 związany z polską dyplomacją. W latach 1990–1995 pracował w ambasadzie w Pekinie jako, kolejno, III, II i I sekretarz. W Ministerstwie Spraw Zagranicznych pełnił liczne funkcje, m.in.: dyrektora Departamentu Azji i Pacyfiku (1999–2001), Sekretariatu Ministra (2002–2003), Departamentu Polityki Bezpieczeństwa (2003–2004). Od 2004 do 31 grudnia 2007 był Stałym Przedstawicielem RP przy Biurze Narodów Zjednoczonych i organizacjach międzynarodowych w Wiedniu (m.in. OBWE, IAEA, CTBTO, WA). Następnie pełnił funkcję szefa Centrum Nierozprzestrzeniania Broni Masowego Rażenia NATO w Brukseli (2008–2012). W 2012 został członkiem Europejskiej Służby Działań Zewnętrznych i objął stanowisko specjalnego wysłannika UE ds. nierozprzestrzeniania broni oraz rozbrojenia. Pracę na stanowisku zakończył we wrześniu 2020. Następnie dyrektor biura Dyrektora Generalnego Międzynarodowej Agencji Energii Atomowej.
Posługuje się angielskim, chińskim i rosyjskim oraz biernie francuskim. Żonaty z Małgorzatą Kosmalską-Bylica, ma dwoje dzieci.